# Torcato José Clavina
Torcato José Clavina (Lisboa, 4 de julho de 1736 – Lisboa, 21 de agosto de 1793) foi um construtor naval português, discípulo de Manuel Vicente Nunes. 

## Biografia
Nasceu em Lisboa, a 4 de Julho de 1736, sendo filho de Sebastião Gomes e de sua mulher Teresa de Jesus Caetana.
Torcato era discípulo de Manuel Vicente Nunes e sucedeu-o no cargo de Primeiro-Construtor do Arsenal Real da Marinha de Lisboa. O Cardeal Saraiva, em seu livro Lista de Alguns Artistas Portugueses, descreve-o: «Era mais prático do que teórico; mas tinha singular gosto, e rara aptidão para as obras de arquitetura naval.» Teve um filho, Domingos António Clavina, com Arcângela Micaela Rosa.
Faleceu em Lisboa, a 21 de Agosto de 1793.

## Navios construídos

### Navios de linha[4]
- Nossa Senhora do Monte do Carmo, de 74 peças, lançada ao mar em Lisboa em 1786.
- Dona Maria I, de 74 peças, lançada ao mar em Lisboa em 1789.
- Rainha de Portugal, de 74 peças, lançada ao mar em Lisboa em 1791.
- Vasco da Gama, de 74 peças, lançada ao mar em Lisboa em 1792.

### Fragatas[5]
- Princesa do Brasil, de 34 peças, lançada ao mar em Lisboa em 1774.
- Nossa Senhora do Bom Despacho, de 44 peças, lançada ao mar em Lisboa em 1779.
- Nossa Senhora do Livramento, de 40 peças, lançada ao mar em Lisboa em 1782.
- Nossa Senhora das Necessidades, de 44 peças, lançada ao mar em Lisboa em 1783.
- Nossa Senhora da Vitória, de 48 peças, lançada ao mar em Lisboa em 1788.
- Ulisses, de 38 peças, lançada ao mar em Lisboa em 1792.